# Ferrari 553 F1
Ferrari 553 F1 je Ferrarijev dirkalnik Formule 1, ki je bil v uporabi v  sezonah 1953 in 1954, ko so z njim dirkali Umberto Maglioli, Piero Carini, José Froilán González, Giuseppe Farina, Mike Hawthorn, Robert Manzon in Maurice Trintignant. Skupno so dirkači z dirkalnikom nastopili na trinajstih dirkah, od tega štirikrat na neprvenstvenih, in dosegli dve zmagi.
Dirkalnik je bil prvič uporabljen na prvenstveni dirki za Veliko nagrado Italije v sezono 1953, ko sta z njim nastopila Maglioli in Carini, toda zabeležila sta le odstop oziroma enajsto mesto. Nato je González z 553 nastopil na dveh neprvenstvenih dirkah v sezoni 1954, Veliki nagradi Sirakuz, kjer je odstopil, in BRDC International Trophy, kjer je zmagal. Zaradi tega so dirkalnik ponovno uporabili na več prvenstvenih dirkah, toda drikalnik je bil zelo nezanesljiv, saj so vselej odstopili, le Maglioli je dosegel sedmo mesto na dirki za Veliko nagrado Švice in Hawthorn je zmagal na prvenstveni dirki za Veliko nagrado Španije, kjer temu pa je bila to zadnja dirka za dirkalnik 553. 